# Andreas Wasserburg
Andreas Anton Wasserburg (getauft 21. Januar 1775 in Mainz; † 21. Oktober 1853 ebenda) war ein deutscher Lehrer, Rechtsbeistand und Schriftsteller.
Andreas Wasserburg, Sohn des Kurmainzer Feldwebels Johann Anton Wasserburg (um 1724–1778), war als Schüler auf der Seite der Mainzer Republik und musste daher die Schule verlassen. 1795 wurde er Soldat, zunächst in kurmainzischen Diensten, dann in französischen, österreichischen und neapler Diensten. Nach seiner Rückkehr nach Deutschland 1798 wurde er zunächst Gerichtsschreiber in Ingelheim und gründete dann eine Erziehungsanstalt in Ober-Ingelheim, anschließend leitete er eine Privatschule für Französischunterricht in Mainz. Er entwickelte eine eigene Methode zum Unterricht des Französischen. Nach dem Abzug der Franzosen aus Mainz 1814, als Französischunterricht kein einträgliches Geschäft mehr war, war er daneben als Rechtsbeistand tätig. Er verfasste überwiegend Lehrbücher, daneben schöngeistige Werke.
Andreas Wasserburg war seit 1812 verheiratet mit Dorothea geb. Bornemann, ihre Kinder waren der Lithograph Dionis Wasserburg (1813–1885), Elisabeth Franziska Wasserburg (1815–1886), der Rechtspraktikant Karl Anton Wasserburg (1816–1869) und der Publizist und Schriftsteller Philipp Wasserburg (1827–1897).

## Schriften (Auswahl)
- Versuche in der Dichtkunst. Karlsruhe 1795.
- Publikation meiner Privatschule, worin die französische Sprache nach sokratischer Methode in einem neuen Lehrsystem der Vereinfachung gelehrt wird, nebst Anlagen über dessen Erfolg. Zabern, Mainz 1806.
- Poetische Versuche. Mainz 1809.
- Meine Geschichte. Wirth, Mainz 1809.
- Französische Grammatik nach einem neuen Lehrsystem der Vereinfachung; berechnet auf das Fassungsvermögen. 3 Bände. 2. Auflage, Mainz 1813.
- Arkonavis. Reise nach dem Monde. Ein Pädagogischer Roman für Eltern und Lehrer. Frankenthal 1816 (Digital).
- Der moralische Vater und sein Kind. Mainz 1817.
- Erste literarische Reise des Johann Drachenblut. Ein Fastnachtgeschenk für das Jahr 1821. Mainz 1821.
- Französische Grammatik aufgestellt nach einem neuen Lehrsystem in drei Theilen; vermehrt mit dem dazu gehörigen Lehrplane, wornach diese Sprache in hundert Lehrstunden gelehrt und erlernt werden kann. 3. Auflage. Stenz, Mainz 1826.
- Französische Grammatik, wonach diese Sprache in hundert Lehrstunden gelehrt und erlernt werden kann. 4. Auflage. 4 Bände. Zabern, Mainz 1830.
- Das Bild der Sündfluth, in 12 Abtheilungen. Gedichte. Mainz 1834.
- Kurzgefaßte Beleuchtung der Lehrcourse für den Unterricht der französischen Sprache in hundert Lehrstunden. Mainz 1840.
- Ausführliche Auseinander-Setzung der Theorie unsers Lehrsistems, wonach die französischen Sprache in hundert Lehrstunden gelehrt und erlernt werden kann. Mainz 1841.
- Beantwortungen wichtiger Rechtsfragen nach den Entscheidungen hoher Gerichtshöfe und Commentare berühmter Autoren mit Angabe der Quellen. Seifert, Mainz 1844.
- Wechselrecht nach dem französischen Handelsgesetzbuche zum Selbst-Unterrichte für Nicht-Juristen. Wirth, Mainz 1845; 2. vermehrte Auflage Mainz 1851.